# As Tears Go By (Lied)
As Tears Go By (italienisch Con le mie lacrime) ist ein Song des Autorenduos Mick Jagger und Keith Richards, entstanden auf Drängen des damaligen Managers der Band The Rolling Stones Andrew Loog Oldham. Marianne Faithfull veröffentlichte das Stück im Juni 1964 als Single, die Platz 9 der Charts sowohl in Großbritannien als auch in Irland erreichte. Später nahmen die Rolling Stones ihre eigene Version auf, die im Dezember 1965 auf dem US-Album December’s Children (And Everybody’s) erschien. London Records veröffentlichte diese Version in den USA als Single, die bis auf Platz 6 in den Billboard Hot 100 kam.

## Geschichte

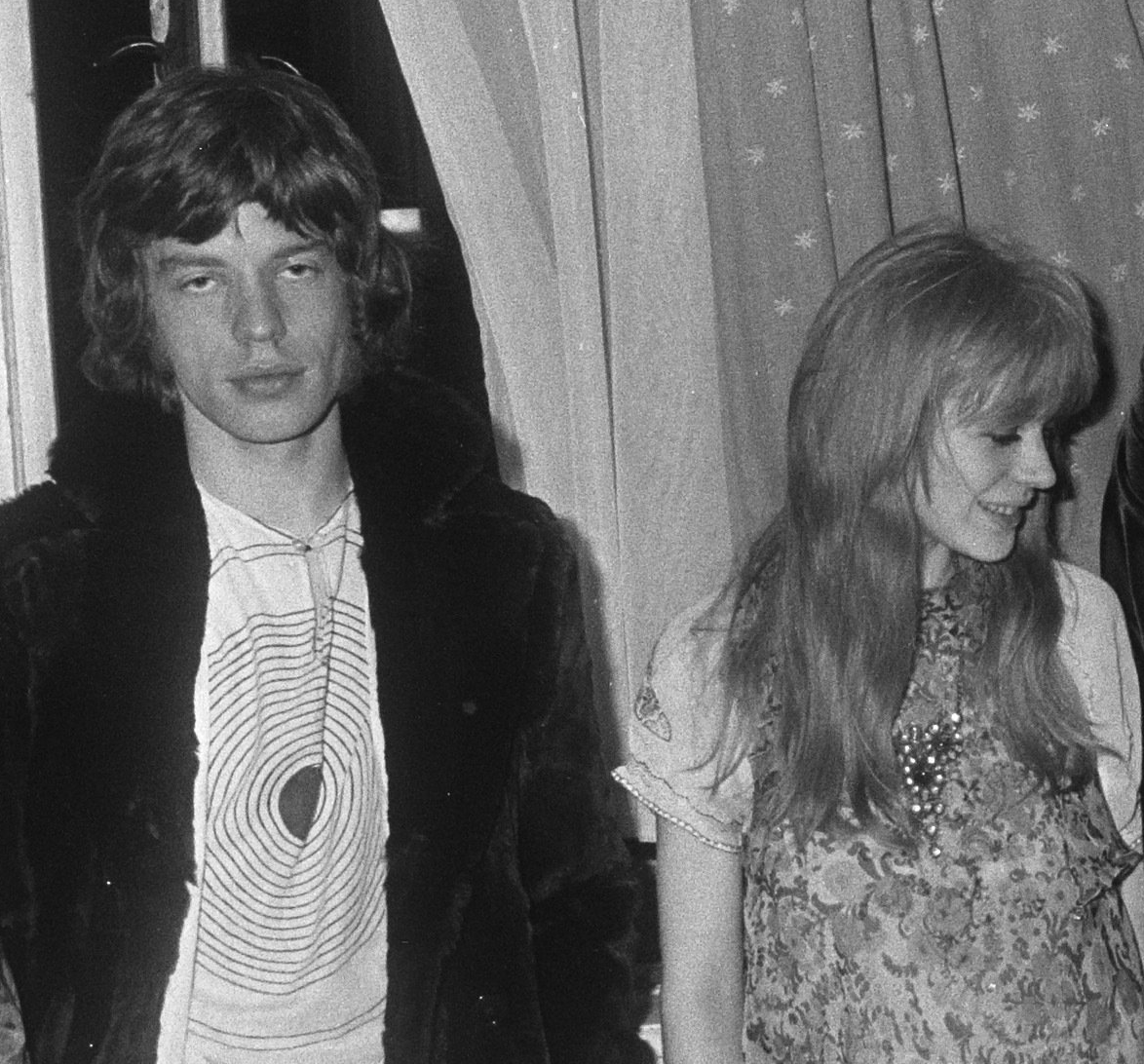
Mick Jagger und Marianne Faithfull (1967)

As Tears Go By war eine der ersten Eigenkompositionen von Mick Jagger und Keith Richards; bis dahin hatten die Rolling Stones hauptsächlich US-amerikanische Blues- und R&B-Songs gespielt und aufgenommen. Jagger schrieb dazu 1964 den Großteil des Textes und komponierte die Gesangsstimme, während Richards die Akkordfolge beisteuerte. Laut Richards sperrte ihr damaliger Manager Oldham die beiden eines Nachts in der Küche des von den Musikern damals bewohnten Appartements ein, damit sie einen Song für die Sängerin Marianne Faithfull schrieben; das Ergebnis der Nacht war As Time Goes By, das Oldham dann in As Tears Go By umbenannte, weswegen er als Co-Autor bezeichnet wurde. Jaggers Erinnerung weicht von dieser Geschichte ab: Das Einsperren in der Küche sei nur eine scherzhafte Drohung gewesen, und ihr erster gemeinsam geschriebener Song sei It Should Be You für George Bean gewesen.
Oldham gab den Song, der ihm gefiel, an die erst 17-jährige Marianne Faithfull, die er über John Dunbar kennengelernt hatte. Faithfulls gefühlvolle Version der Ballade (mit Jimmy Page an der zwölfsaitigen Gitarre), veröffentlicht als Single am 26. Juni 1964 bei Decca Records, war ein Erfolg: Sowohl in Großbritannien als auch in Irland erreichte sie Platz 9 der Charts, in den USA Platz 22 der Billboard Hot 100, in Kanada Platz 2 der RPM-Charts. Ursprünglich war As Tears Go By als B-Seite für den Song I Don’t Know (How To Tell You), geschrieben von Lionel Bart, vorgesehen. Faithfull schreibt in ihrer Autobiografie, dass sie mit diesem Lied jedoch nicht zurechtkam, und dass Oldham stattdessen As Tears Go By auf die A-Seite der Single nahm, mit Greensleeves als B-Seite.
Die Rolling Stones nahmen am 26. Oktober 1965 ihre eigene Version von As Tears Go By auf, wobei sie das Arrangement im Vergleich zu Faithfulls Version änderten: ohne Perkussion, Eröffnung mit akustischer Gitarre, Streicher erst ab der zweiten Strophe. Diese Version erschien am 4. Dezember 1965 in den USA beim Label London Records auf dem Album December’s Children (And Everybody’s). Die Single mit der B-Seite Gotta Get Away wurde am 18. Dezember 1965 veröffentlicht und erreichte Position 6 der Billboard Hot 100 sowie Platz 10 der Easy Listening Charts, im wallonischen Belgien Platz 16 und in Kanada gar die Spitzenposition. Am 4. Februar 1966 wurde der Song in Großbritannien als B-Seite der Single 19th Nervous Breakdown veröffentlicht.
Die Stones brachten 1965 auch eine Version mit italienischem Text auf den Markt, Con Le Mie Lacrime. Zum ersten Mal live (abgesehen von einem Auftritt bei der Ed Sullivan Show 1966) spielten sie den Song auf ihrer Bigger Bang Tour im November 2005, zu sehen im Konzertfilm Shine a Light und zu hören auf dem dazugehörigen Soundtrack-Album. Am 11. Juli 2006 sang Jagger in Mailand As Tears Go By auf Italienisch. Während der 50 & Counting Tour der Stones sang Taylor Swift am 3. Juni 2013 in Chicago das Lied im Duett mit Jagger.

## Coverversionen (Auswahl)
- Nancy Sinatra auf dem Album Boots (1966)
- Esther Phillips auf dem Album Esther Phillips Sings (1966)
- Vanessa Paradis auf dem Album Live (1994)
- Pat Boone auf dem Album Pat’s 40 Big Ones (2001)
- Melanie auf dem Album Moments from my Life (2002)
- Johnny Thunders auf dem Album I Think I Got This Covered (2016)
- Avenged Sevenfold auf der Deluxe Edition Bonus Disc des Albums The Stage (2017)

Marianne Faithfull veröffentlichte As Tears Go By im Lauf ihrer Karriere in drei Versionen: 1964 als Single, diese Version findet sich auch auf dem Album Marianne Faithfull (1965), 1987 auf dem Album Strange Weather, und 2018 auf dem Album Negative Capability.